# میشل کارنی
میشل کارنی (انگلیسی: Michelle Carney؛ زادهٔ ۳۰ دسامبر ۱۹۸۱) بازیکن فوتبال اهل استرالیا است.